# IJsland op het Eurovisiesongfestival 2016

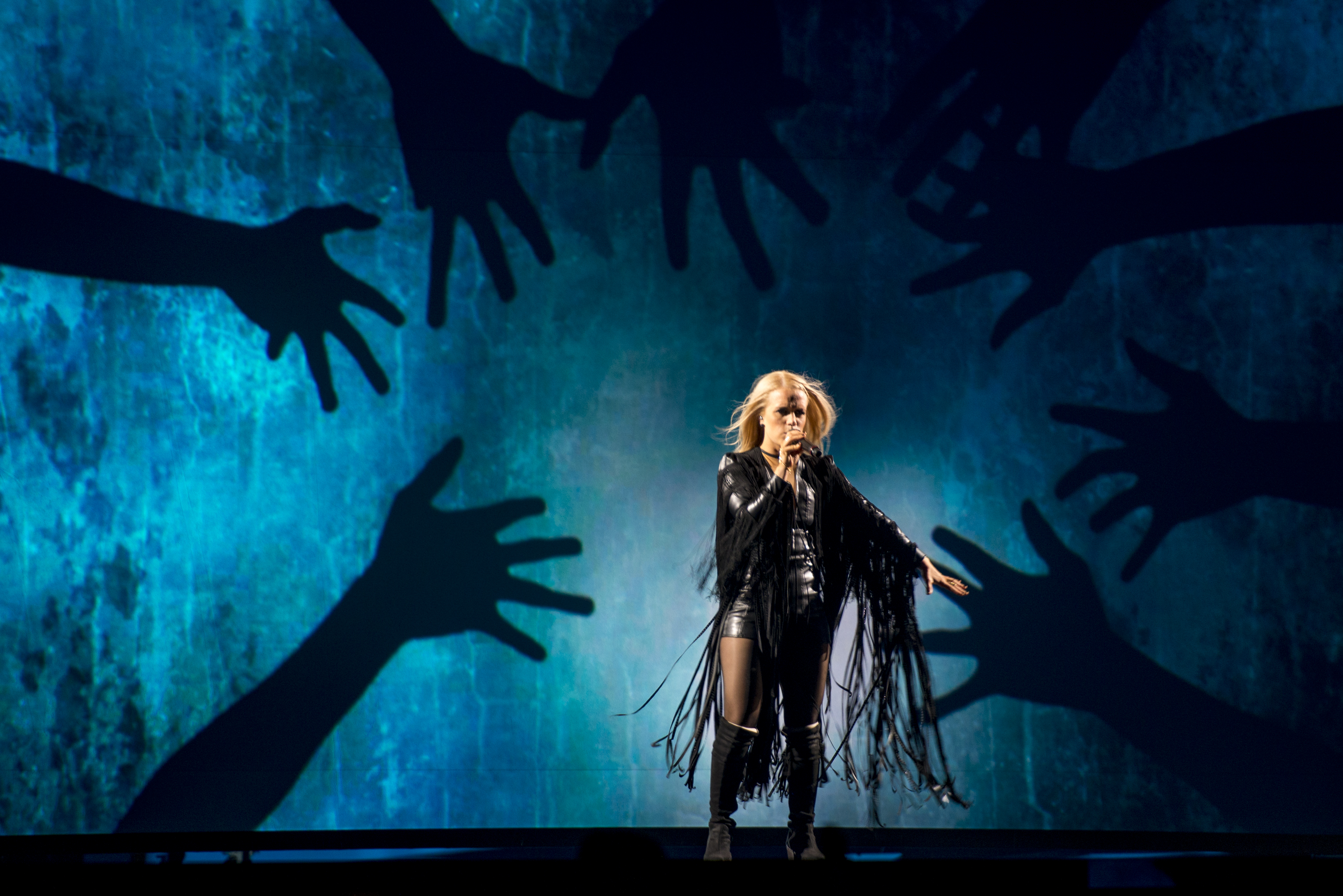
Gréta Salóme werd uitgeschakeld in de eerste halve finale

IJsland nam deel aan het Eurovisiesongfestival 2016 in Stockholm, Zweden. Het was de 29ste deelname van het land op het Eurovisiesongfestival. RUV was verantwoordelijk voor de IJslandse bijdrage voor de editie van 2016.

## Selectieprocedure
Op 13 juli 2015 maakte de IJslandse openbare omroep bekend te zullen deelnemen aan de volgende editie van het Eurovisiesongfestival. Söngvakeppnin zou opnieuw dienstdoen als nationale voorronde. RUV gaf componisten en tekstschrijvers van 2 oktober tot 9 november 2015 de tijd om inzendingen naar de omroep te sturen. Deelnemers moesten over de IJslandse nationaliteit beschikken of tussen 1 september 2015 en 15 mei 2016 permanent in IJsland verblijven. Elke componist mocht maximaal met twee nummers deelnemen aan de preselectie, voor tekstschrijvers was er geen limiet. Er werden in totaal 260 inzendingen ontvangen, twee meer dan het voorgaande jaar.
Er streden twaalf acts voor het IJslandse ticket naar Stockholm. Er werden twee halve finales georganiseerd, waarin telkens zes artiesten het tegen elkaar opnamen. De televoters mochten telkens autonoom beslissen welke de drie artiesten waren die door mochten naar de finale. In tegenstelling tot de voorgaande jaren deelde men geen wildcard uit aan een van de overblijvende acts. In de grote finale traden aldus zes artiesten aan. Zowel vakjury als publiek bepaalden eerst wie de twee superfinalisten waren. In die superfinale kregen de televoters uiteindelijk het laatste woord om de IJslandse kandidaat voor Stockholm te kiezen. Elk nummer moest in de halve finale verplicht in het IJslands vertolkt worden. In de finale moesten de artiesten hun nummer zingen in de taal waarmee ze eventueel naar het Eurovisiesongfestival zouden trekken.
De twee halve finales werden uitgezonden vanuit de Háskólabíó in Reykjavik. De finale vond elders in de hoofdstad plaats, met name in de Laugardalshöll. De namen van de twaalf deelnemers aan de IJslandse preselectie werden op 11 december 2015 vrijgegeven. Söngvakeppnin werd net als in 2014 en 2015 gepresenteerd door Ragnhildur Steinunn Jónsdóttir en Guðrún Dís Emilsdóttir. Uiteindelijk ging Gréta Salóme Stefánsdóttir, net als in 2012, met de zegepalm aan de haal.

## Söngvakeppnin 2016

### Eerste halve finale
6 februari 2016
| Plaats | Artiest                    | Lied              | Stemmen |
| ------ | -------------------------- | ----------------- | ------- |
| 1      | Karlotta Sigurðardóttir    | Óstöðvandi        | 5.943   |
| 2      | Erna & Hjörtur             | Hugur minn er     | 4.536   |
| 3      | Gréta Salóme Stefánsdóttir | Raddirnar         | 4.534   |
| 4      | Ingólfur Þórarinsson       | Fátækur námsmaður | 3.474   |
| 5      | Sigga Eyrún                | Kreisí            | 2.167   |
| 6      | EVA                        | Ég sé þig         | 1.599   |

### Tweede halve finale
13 februari 2016
| Plaats | Artiest                | Lied                | Stemmen |
| ------ | ---------------------- | ------------------- | ------- |
| 1      | Alda Dís Arnardóttir   | Augnablik           | 6.879   |
| 2      | Þórdís & Guðmundur     | Spring yfir heiminn | 4.909   |
| 3      | Elísabet Ormslev       | Á ný                | 3.464   |
| 4      | Erna & Magnús          | Ótöluð orð          | 2.847   |
| 5      | Pálmi Gunnarsson       | Ég leiði þig heim   | 1.606   |
| 6      | Helgi Valur Ásgeirsson | Óvær                | 1.256   |

### Finale
20 februari 2016
| Plaats | Artiest                    | Lied                | Jury   | Publiek | Totaal |
| ------ | -------------------------- | ------------------- | ------ | ------- | ------ |
| 1      | Alda Dís Arnardóttir       | Now                 | 11.050 | 11.847  | 22.897 |
| 2      | Gréta Salóme Stefánsdóttir | Hear them calling   | 9.100  | 11.769  | 20.869 |
| 3      | Karlotta Sigurðardóttir    | Eye of the storm    | 8.710  | 10.820  | 19.530 |
| 4      | Erna & Hjörtur             | I promised you then | 8.255  | 8.218   | 16.473 |
| 5      | Þórdís & Guðmundur         | Ready to break free | 8.255  | 8.211   | 16.466 |
| 6      | Elísabet Ormslev           | Á ný                | 10.790 | 5.296   | 16.086 |

#### Superfinale
| Plaats | Artiest                    | Lied              | Stemmen |
| ------ | -------------------------- | ----------------- | ------- |
| 1      | Gréta Salóme Stefánsdóttir | Hear them calling | 39.807  |
| 2      | Alda Dís Arnardóttir       | Now               | 25.111  |

## In Stockholm
IJsland trad in de eerste halve finale op dinsdag 10 mei 2016 aan. Gréta Salóme trad als zestiende van achttien acts op, net na Highway uit Montenegro en gevolgd door Dalal & Deen feat. Ana Rucner & Jala uit Bosnië en Herzegovina. IJsland wist zich niet te plaatsen voor de finale.